# Diskriminant

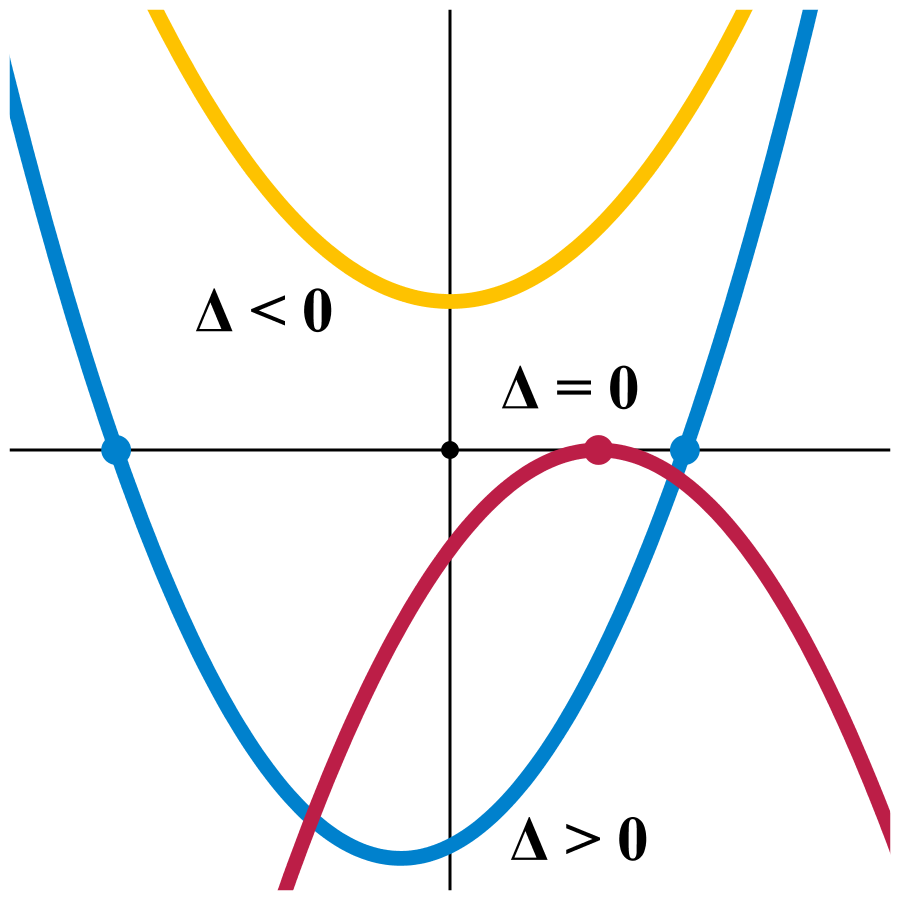
Grafy kvadratických funkcí v závislosti na hodnotě diskriminantu Δ. Znaménko diskriminantu určuje počet průsečíků s osou x (přímkou y = 0) a tedy počet (reálných) kořenů odpovídající kvadratické rovnice

Diskriminant (latinsky discriminare - rozlišit) je hodnota získaná z koeficientů polynomu, která umožňuje určit vlastnosti jeho kořenů, aniž bychom je znali. Používá se při řešení algebraických rovnic, především kvadratických, a také při studiu vlastností polynomických funkcí. Přesněji řečeno, je to polynomiální funkce získaná z koeficientů původního polynomu. Diskriminant je definován pro polynomy libovolného stupně, ale nejčastěji se používá pro zkoumání kvadratických polynomů.
Např. v případě kvadratických rovnic s reálnými koeficienty rozhoduje diskriminant o množině, ve které se nacházejí její kořeny a o jejich násobnosti. Pro {\displaystyle D\geq 0} jsou kořeny z množiny reálných čisel, která je podmnožinou množiny komplexních čísel. Právě pro {\displaystyle D=0} má rovnice dvojnásobný (reálný) kořen. Pro {\displaystyle D<0} jsou oba kořeny imaginární.
Diskriminant lze také obecněji definovat pro kvadratické formy.

## Diskriminant kvadratických rovnic
Pro kvadratickou rovnici {\displaystyle ax^{2}+bx+c=0,} (kde {\displaystyle a\neq 0}) je diskriminant {\displaystyle D=b^{2}-4ac}.
U rovnic s reálnými koeficienty znaménko diskriminantu určuje charakter kořenů:
- Pokud {\displaystyle D>0}, pak má daná rovnice právě dva různé reálné kořeny {\displaystyle x_{1,2}={\frac {-b\pm {\sqrt {D}}}{2a}}}.
- Pokud {\displaystyle D=0}, pak má daná rovnice právě jeden dvojnásobný reálný kořen {\displaystyle x_{1}=x_{2}=-{\frac {b}{2a}}}.
- Pokud {\displaystyle D<0}, pak má daná rovnice právě dva různé imaginární sdružené kořeny {\displaystyle x_{1,2}={\frac {-b\pm i{\sqrt {|D|}}}{2a}}}.

Diskriminant ryze kvadratické rovnice, dané předpisem: {\displaystyle ax^{2}+c=0} (kde {\displaystyle a,c\neq 0}), je {\displaystyle D_{r}=-4ac}: 
- Pokud {\displaystyle D>0} (liší se znaménko {\displaystyle a} a {\displaystyle c}), má daná rovnice dva navzájem opačné kořeny: {\displaystyle x_{1,2}=\pm {\sqrt {-{\frac {c}{a}}}}}.
- Pokud {\displaystyle D<0} (shoduje se znaménko {\displaystyle a} a {\displaystyle c}), má daná rovnice dva navzájem opačné imiganinární kořeny: {\displaystyle x_{1,2}=\pm i{\sqrt {-{\frac {c}{a}}}}}.

Diskriminantem kvadratické rovnice v normovaném tvaru 
{\displaystyle x^{2}+px+q=0}
je {\displaystyle D_{n}=p^{2}-4q}.
U rovnic s komplexními koeficienty diskriminant jen určuje existenci násobného kořene - právě v tomto případě je nulový.

### Vyjádření diskriminantu pomocí kořenů polynomu druhého stupně
Pro kořeny {\displaystyle x_{1},x_{2}} polynomu druhého stupně platí:
{\displaystyle ax^{2}+bx+c=a(x-x_{1})(x-x_{2}),}
{\displaystyle x_{1}+x_{2}=-{\frac {b}{a}}} ; {\displaystyle x_{1}x_{2}={\frac {c}{a}}}.
Vyjádření: {\displaystyle b=-(x_{1}+x_{2})a;} {\textstyle c=x_{1}x_{2}a};
Dosazením do vzorce pro výpočet diskriminantu: {\displaystyle D=b^{2}-4ac=(x_{1}+x_{2})^{2}a^{2}-4a^{2}x_{1}x_{2}=a^{2}(x_{1}^{2}-2x_{1}x_{2}+x_{2}^{2})=a^{2}(x_{1}-x_{2})^{2}.}
Diskriminant polynomu druhého stupně (kvadratické rovnice) s kořeny {\displaystyle x_{1},x_{2}} je dán vztahem: {\textstyle D=a^{2}(x_{1}-x_{2})^{2}.}
- Dva různé reálné kořeny {\displaystyle x_{1},x_{2}} pro: {\textstyle D=a^{2}(x_{1}-x_{2})^{2}>0}
- Jeden dvojnásobný reálný kořen {\displaystyle x_{1}=x_{2}} pro: {\textstyle D=a^{2}(x_{1}-x_{2})^{2}=0}
- Dva komplexně sdružené imaginární kořeny {\displaystyle x_{1}=m+ni,x_{2}=m-ni} pro: {\displaystyle D=a^{2}(m+ni-m+ni)^{2}=-4a^{2}n^{2}<0.}

## Diskriminant kubických rovnic
U kubické rovnice {\displaystyle ax^{3}+bx^{2}+cx+d,} (kde {\displaystyle a\neq 0}) se diskriminant definuje s pomocí jejích kořenů {\displaystyle x_{1},x_{2},x_{3}} vztahem
{\displaystyle D_{3}=a^{4}(x_{1}-x_{2})^{2}(x_{1}-x_{3})^{2}(x_{2}-x_{3})^{2}.}
Lze ho vyjádřit díky symetrii (pomocí Viètových vzorců) jen pomocí koeficientů rovnice jako
{\displaystyle D=b^{2}c^{2}-4ac^{3}-4b^{3}d-27a^{2}d^{2}+18abcd.}
S reálnými koeficienty platí:
- Tři různé reálné kořeny pro {\textstyle D>0.}

- Násobný kořen ze tří reálných pro {\textstyle D=0.}

- Jeden reálný a dva imaginární sdružené kořeny pro {\displaystyle D<0.}

U rovnice v redukovaném tvaru
{\displaystyle x^{3}+px+q=0}
se počítá diskriminant jednodušeji jako
{\displaystyle D=-[({\frac {p}{3}})^{3}+({\frac {q}{2}})^{2}],}
což je {\displaystyle D_{3}/108.}

## Diskriminant polynomu n−tého stupně
Diskriminantem polynomu {\displaystyle n}−tého stupně s kořeny {\displaystyle x_{1},x_{2},...,x_{n}} rozumíme výraz {\displaystyle D_{n}(x_{1},x_{2},...,x_{n})=a_{n}^{2n-2}\prod _{i<j}^{n}(x_{i}-x_{j})^{2}=}
{\displaystyle =a_{n}^{2n-2}(x_{1}-x_{2})^{2}(x_{1}-x_{3})^{2}\dotsm (x_{2}-x_{3})^{2}(x_{2}-x_{4})^{2}\dotsm (x_{3}-x_{4})^{2}\dotsm (x_{n-1}-x_{n})^{2}}
Jedná se v podstatě o součin všech kvadrátů rozdílů neuspořádaných dvojic kořenů. Proto je roven nule, právě když existuje násobný kořen.
U rovnice s reálnými koeficienty platí, že pokud má všechny kořeny reálné, je diskriminant nezáporný. Opak platí jen u rovnic nejvýše třetího stupně.
Diskriminant polynomu stupně n je symetrický polynom stupně n(n-1) jeho kořenů a lze jej vyjádřit pomocí Vietových vzorců jen pomocí koeficientů polynomu.
Diskriminant úzce souvisí s Vandermondovým determinantem:
{\displaystyle D_{n}=a_{n}^{2n-2}[\det {\boldsymbol {V}}(x_{1},x_{2},...,x_{n})]^{2}}.